# Eudinostigma bienesae
Eudinostigma bienesae är en stekelart som beskrevs av Fischer, Tormos och Isabel Pardo 2006. Eudinostigma bienesae ingår i släktet Eudinostigma och familjen bracksteklar. Inga underarter finns listade i Catalogue of Life.